# KNOG
Koordinaten: 31° 21′ 33″ N, 110° 53′ 55″ W
KNOG oder KNOG-FM (Branding: „Stereo Manantial“) ist ein US-amerikanischer spanischsprachiger Hörfunksender aus Nogales im US-Bundesstaat Arizona. KNOG-FM sendet auf den UKW-Frequenzen 91,1 MHz (Guadalupe), 91,7 MHz, 100,1 MHz (San Xavier) sowie 102,7 MHz (Tucson). Das Sendeformat ist ausgerichtet auf die hispanische Gesellschaft. Eigentümer und Betreiber ist die World Radio Network, Inc. Die terrestrische Antenne ist 52 Meter über dem Boden angebracht und verfügt über eine Sendeleistung von 50.000 Watt.

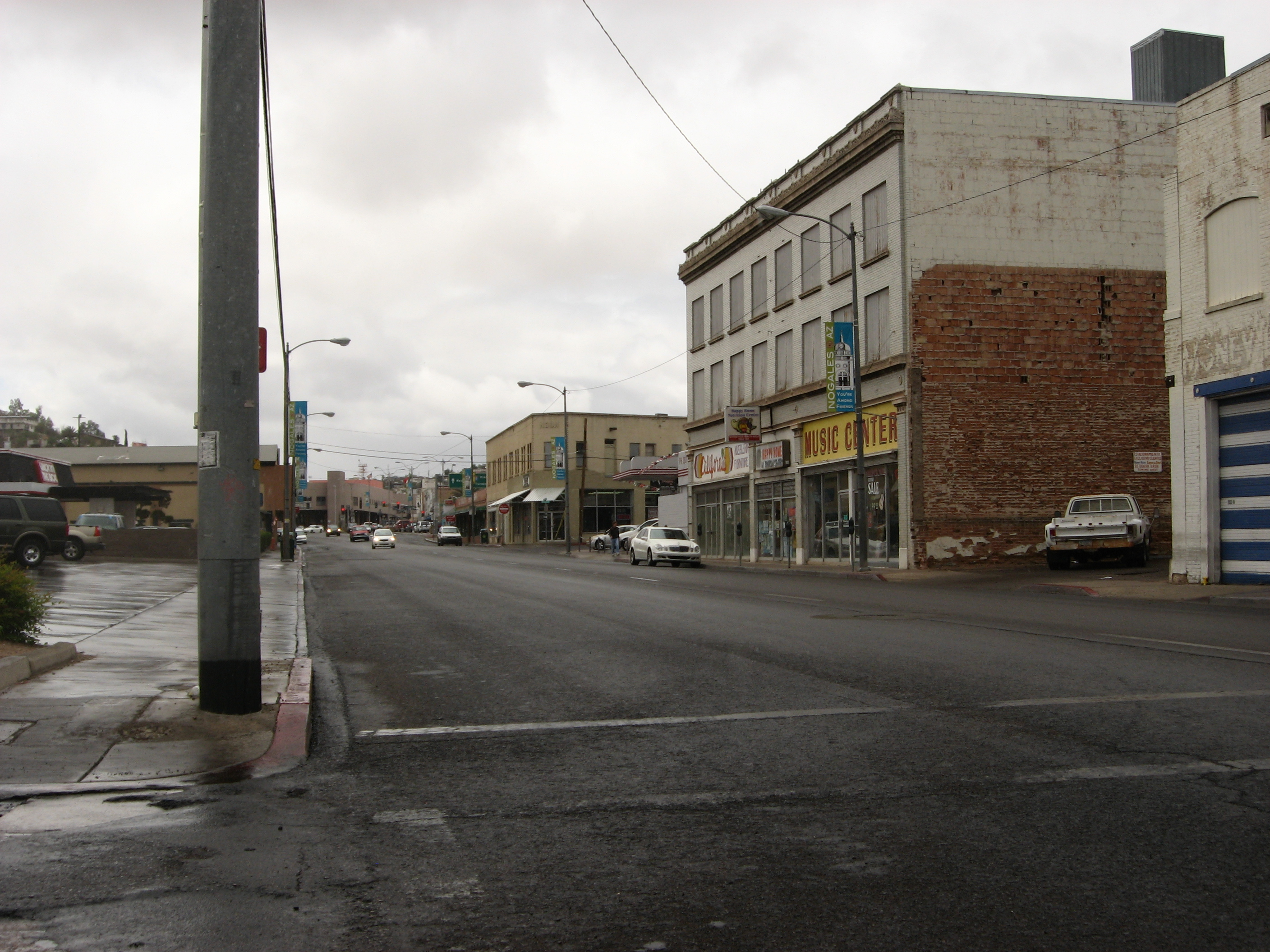
Nogales (Arizona), an der internationalen Grenze zu Mexiko